# Puig de s'Envestida
Puig de s'Envestida (o Puig de sa Bastida) és una muntanya a l'est de Mallorca, amb una altitud de 421 metres. És a menys de 500 metres del Castell de Santueri, un altre punt d'interès històric de l'illa, i gairebé a la mateixa altitud que aquest. El seu nom ha estat objecte de diverses interpretacions i hipòtesis, i la proximitat al castell ha generat especulacions sobre la seva utilització en època medieval.

## Geografia
El Puig de s'Envestida forma part del sistema muntanyós de la serra de Llevant i es distingeix per una posició estratègica molt rellevant, que ofereix vistes panoràmiques de la zona circumdant, incloent-hi el Parc Natural de la Península de Llevant i altres indrets propers de la serra. Des de la cima, es pot observar una àmplia extensió de la costa oriental de Mallorca, incloent-hi la badia de Cala Rajada i la serra de Tramuntana. A més, el Puig de s'Envestida és conegut per la biodiversitat i la presència de vegetació típica de la zona mediterrània.

## Origen del nom
El nom Puig de s'Envestida és probablement una deformació de l'antic terme bastida, que fa referència a una estructura de defensa, en aquest cas, possiblement vinculada a una torre de guait que podria haver servit durant un setge al Castell de Santueri. Segons la hipòtesi plantejada per l'historiador Vicenç Maria Rosselló i Verger i defensada també pel geògraf Cosme Aguiló, la presència d'una bastida o estructura defensiva al puig hauria estat un element fonamental en l'estratègia militar de la zona.

## Història i usos antics
La hipòtesi sobre la relació entre el Puig de s'Envestida i el Castell de Santueri suggereix que el puig podria haver estat un punt d'observació o de control durant els setges a la fortalesa, una pràctica habitual en l'època medieval. L'ús d'estructures de tipus bastida, com torres de fusta, era comú en els conflictes bèl·lics per defensar posicions estratègiques o permetre el seguiment de moviments enemics.
Les bastides a Mallorca durant l'Edat Mitjana eren estructures defensives construïdes amb materials lleugers com fusta o brancatge, que servien per protegir punts estratègics o durant els setges. Eren obres de construcció ràpida i fàciil per a desballestar, que donien flexibilitat per a adaptar-se al menester de la guerra medieval.
Les bastides complien diverses funcions militars clau:
1. Observació: Permetien als defensors controlar els moviments de l'enemic i detectar atacs sorpresa.
2. Defensa: S'utilitzaven per protegir les muralles o llançar projectils durant els setges.
3. Mobilitat: Eren estructures flexibles que es podien adaptar a les circumstàncies canviants del conflicte.
4. Fortificació improvisada: Eran útils per crear punts de defensa en situacions de setge o en àrees d'altura.

Aquesta tècnica defensiva era comuna a tota Europa medieval i especialment rellevant en contextos de guerra prolongada, com els setges a castells i fortaleses.

## Accés i turisme
Avui dia, el Puig de s'Envestida és un destí popular per a amants del senderisme i la natura. El camí fins al cim ofereix vistes espectaculars i la possibilitat de gaudir de la tranquil·litat del paisatge mallorquí. La ruta és accessible a peu, i es pot realitzar una excursió que permet conèixer més sobre la geografia i història de la zona. Segons la guia Els cims de Mallorca, l'ascensió al puig és moderadament difícil i ofereix als excursionistes una de les millors panoràmiques de la costa est de l'illa.